# 56ª Divisione fanteria "Casale"
La 56ª Divisione fanteria "Casale" fu una grande unità del Regio Esercito durante la seconda guerra mondiale.

## Storia

### Dalle origini alla seconda guerra mondiale
Le origini della grande unità risalgono alla Brigata "Monteferrato" che nel 1831 divenne Brigata "Casale", costituita da 1º e 2º Reggimento "Brigata Casale". La denominazione dei due reggimenti nel 1839 viene cambiata rispettivamente in 11º e 12º Reggimento fanteria "Brigata Casale".
I due reggimenti presero parte alle campagne risorgimentali, prendendo parte alla prima e alla seconda guerra di indipendenza, inframezzate dalla partecipazione alla guerra di Crimea e, successivamente alla proclamazione del Regno d'Italia, prendendo parte alla terza guerra di indipendenza.
All'entrata in guerra dell'Italia la Brigata "Casale" costituita da'11º e 12º Reggimento fanteria ebbe l’arduo compito di espugnare il Podgora, dove i due reggimenti combatterono ininterrottamente per 14 mesi, riuscendo, nella sesta battaglia dell'Isonzo, a conquistare quello che era un baluardo della testa di ponte austroungarica a difesa di Gorizia. Per il comportamento tenuto sul Podgota, alle bandiere dei due reggimenti venne conferita la medaglia d'oro al valor militare
Nel corso del 1916 la Brigata "Casale" prese parte alla 7ª, 8ª e 9ª battaglia dell'Isonzo.
Alla data dell'armistizio la grande unità si trovava a Lago.
Alla guida della brigata nel corso del conflitto si sono avvicendati i seguenti comandanti:
- Maggior generale Francesco Marchi, dal 24 maggio al 6 giugno 1915;[1]
- Maggior generale Vittorio Manfredi Emmanuelli, dal 14 giugno 1915 al 3 settembre 1915;
- Maggior generale Luigi Tiscornia, dal 4 settembre 1915 al 10 marzo 1917;
- Colonnello brigadiere Antonio Isnaldi, dal 5 marzo 1917 al 16 maggio 1917;
- Colonnello brigadiere Giustino Fedele, dal 24 maggio 1917 al 14 settembre 1917;
- Colonnello brigadiere Roberto Bencivenga, dal 14 settembre 1917 al 6 ottobre 1917;
- Colonnello brigadiere Giustino Fedele, dal 10 ottobre 1917 al termine della guerra.

In seguito alla legge dell'11 marzo 1926 che prevedeva brigate su tre reggimenti, il 28 ottobre dello stesso anno la Brigata "Casale" venne sciolta per assegnare l'11º Reggimento fanteria alla 17ª Brigata di Fanteria e il 12º reggimento alla 12ª Brigata di Fanteria. Nel 1939 i due reggimenti riconfluirono, con il 56º Reggimento artiglieria, in una nuova grande unità, la 56ª Divisione fanteria "Casale".

### Seconda guerra mondiale
Alla data del 10 giugno 1940, giorno dell'entrata in guerra dell'Italia nel secondo conflitto mondiale la Divisione era di stanza a Forlì.
A partire dal 14 marzo, le unità della Divisione iniziarono l'imbarco per l'Albania, raggiungendo le zone di operazioni sul fronte greco-albanese, inquadrata nel VI Corpo d'armata, prima in Val Shushitza e poi a Tepeleni, nel settore della Vojussa, inserita, a partire dal 20 marzo nel XXV Corpo d'armata. In aprile la Divisione prese parte all'inseguimento del nemico lungo la Conca di Luzzatti e la valle del fiume Dhrino, scontrandosi, il 18 aprile, con le retroguardie nemiche sul torrente Cardigu sbaragliandolo, per raggiungere il giorno successivo Argirocastro ed il 21 il territorio greco a Hani-Delvinaki, dove prese contatto con una pattuglia della tedesca.
In maggio la Divisione venne dislocata oltre il fiume Kalamas a Sitsa, Negrades, Elea, impiegata in azioni di rastrellamento e successivamente, nel 1942, tra il golfo di Arta e il golfo di Patrasso, con presidi ad Agrinion, Amphilokia e Missolungi, partecipando ad operazioni di rastrellamento ed antipaitigiane anti-partigiani a Agrinion, Katoki, Mussura, Krisovitza, Scutera e Sariadafino.
Dal 1º luglio 1943 viene assegnato, quale comandante della fanteria divisionale, il generale di brigata Eugenio Gatti.
Nel corso del 1943 la Divisione risultava dislocata nella stessa zona dell'anno precedente e venne considerata sciolta a metà settembre in conseguenza dei fatti che determinarono l'armistizio dell'8 settembre, mentre alcuni reparti dell'11º Reggimento scelgono di resistere ai tedeschi unendosi ai partigiani greci.

### Ordine di battaglia: 1940
- 11º Reggimento fanteria "Casale"
- 12º Reggimento fanteria "Casale"
- 311º Reggimento fanteria "Casale"

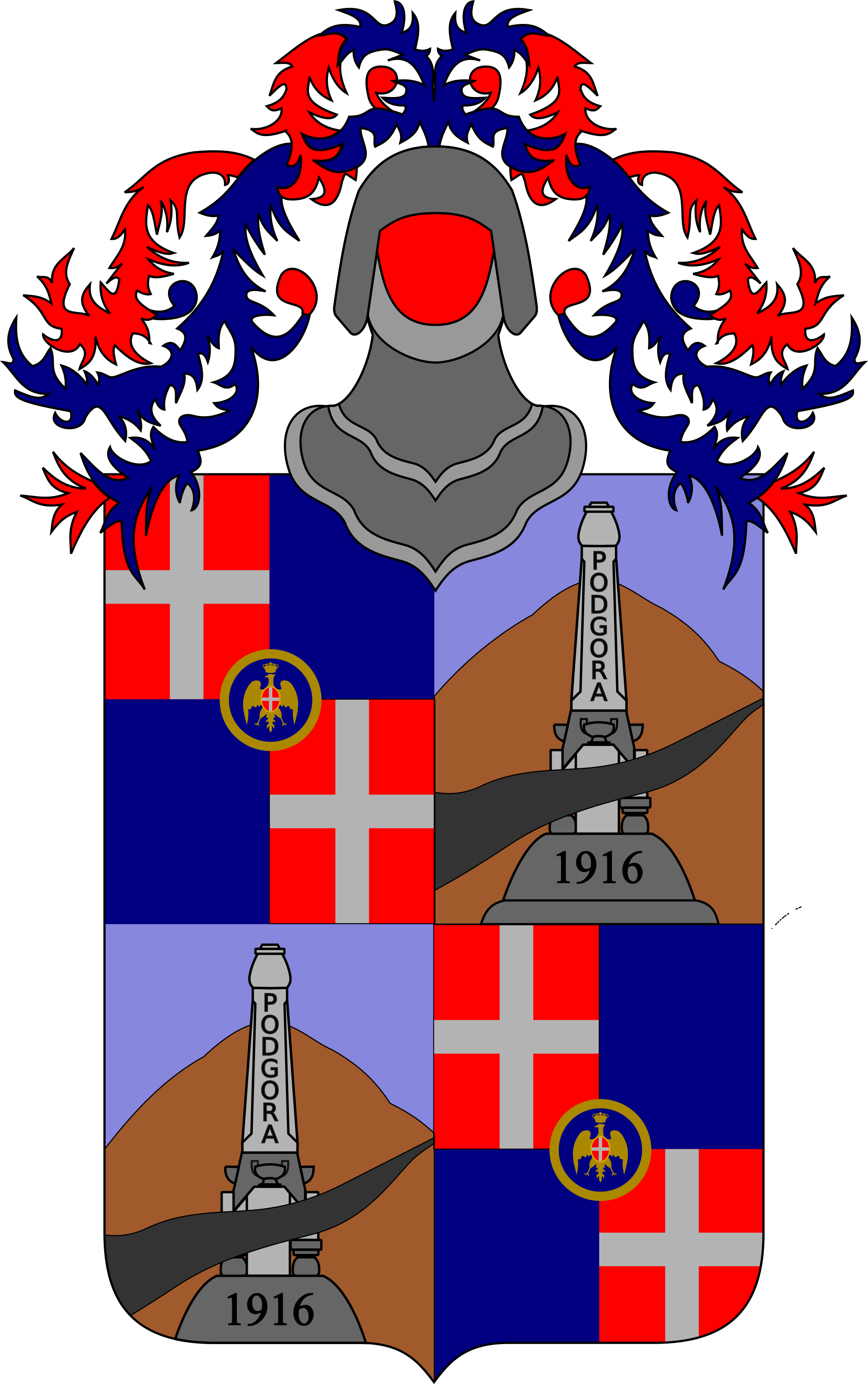
Stemma araldico del 12° Rgt.fanteria "Casale", 1939

- 23ª Legione CC.NN. "Bersaglieri del Mincio"(dal 1941)
  - XX Battaglione CC.NN. "Po"
- 56º Reggimento artiglieria "Casale"
  - I Gruppo artiglieria
  - II Gruppo artiglieria
  - III Gruppo artiglieria
- LVI Battaglione mortai da 81
- 156ª Compagnia cannoni da accompagnamento da 47/32 Mod. 1935
- 47ª Compagnia genio
- 56ª Compagnia mista telegrafisti/marconisti
- 60ª Sezione sanità
- 5ª Sezione sussistenza
- 41ª Sezione panettieri
- 48ª Sezione CC.RR.
- 49ª Sezione CC.RR.

### Ordine di battaglia: 1943
- 11º Reggimento fanteria "Casale"
- 12º Reggimento fanteria "Casale"
- 56º Reggimento artiglieria "Casale"
  - I Gruppo artiglieria
  - II Gruppo artiglieria
  - III Gruppo artiglieria
- LVI Battaglione mortai da 81
- 151ª Compagnia cannoni da accompagnamento da 47/32
- 47ª Compagnia genio
- 56ª Compagnia mista telegrafisti/marconisti
- 35ª Sezione fotoelettricisti
- VI Battaglione CC.RR.
- XX Battaglione CC.NN. "Po"
- XXXVI Battaglione CC.NN. ciclisti
- 2ª Batteria del 33º Reggimento artiglieria
- CXIX Gr. Art. di C.d'A.
- 3ª Compagnia del VIII Battaglione Regia Guardia di Finanza

### Comandanti
- Generale di Divisione Enea Navarini (15 giugno 1939 - 11 luglio 1941)
- Generale di Divisione Mario Maggiani (25 luglio 1941 - 21 settembre 1943)
- Generale di brigata Italo Caracciolo (interinale per breve periodo nel 1942)